# Kemlitz (Dahme/Mark)
Kemlitz (in basso sorabo: Kamjenica) è una frazione della città tedesca di Dahme/Mark.

## Storia
Il comune di Kemlitz venne aggregato il 31 dicembre 2001 alla città di Dahme/Mark.